# Адміністративний устрій Бобровицького району
Адміністрати́вний у́стрій Бобро́вицького райо́ну — адміністративно-територіальний поділ Бобровицького району Чернігівської області на 1 міську громаду, 1 сільську громаду та 2 сільські ради (до 2017 р. - на 1 міську та 24 сільські ради), які об'єднують 54 населені пункти та підпорядковані Бобровицькій районній раді. Адміністративний центр — місто Бобровиця.

## Список громадБобровицького району
- Бобровицька міська громада
- Новобасанська сільська громада

## Список радБобровицького району
| № | Назва                       | Центр        | Населені пункти                                                      | Площа км² | Місце за площею | Населення (2001), чол. | Місце за населенням | Розташування |
| - | --------------------------- | ------------ | -------------------------------------------------------------------- | --------- | --------------- | ---------------------- | ------------------- | ------------ |
| 1 | Вороньківська сільська рада | c. Вороньки  | c. Вороньки                                                          |           |                 |                        |                     |              |
| 2 | Соколівська сільська рада   | c. Соколівка | c. Соколівка с. Бірки с. Красне с. Мочалище с. Новоселиця с. Рокитне |           |                 |                        |                     |              |

## Список радБобровицького району(до 2017 р.)
| №  | Назва                         | Центр            | Населені пункти                                                                    | Площа км² | Місце за площею | Населення (2001), чол. | Місце за населенням | Розташування |
| -- | ----------------------------- | ---------------- | ---------------------------------------------------------------------------------- | --------- | --------------- | ---------------------- | ------------------- | ------------ |
| 1  | Бобровицька міська рада       | м. Бобровиця     | м. Бобровиця с. Вишневе с. Затишшя с. Макарівка с-ще Мирне с. Травкине с. Урожайне |           |                 |                        |                     |              |
| 2  | Білоцерківська сільська рада  | с. Білоцерківці  | с. Білоцерківці                                                                    |           |                 | 488                    |                     |              |
| 3  | Браницька сільська рада       | с. Браниця       | с. Браниця                                                                         |           |                 | 1220                   |                     |              |
| 4  | Бригинцівська сільська рада   | с. Бригинці      | с. Бригинці                                                                        |           |                 | 321                    |                     |              |
| 5  | Веприцька сільська рада       | c. Веприк        | c. Веприк                                                                          |           |                 | 679                    |                     |              |
| 6  | Вороньківська сільська рада   | c. Вороньки      | c. Вороньки                                                                        |           |                 | 1123                   |                     |              |
| 7  | Гаврилівська сільська рада    | c. Гаврилівка    | c. Гаврилівка с. Запоріжжя с. Українка                                             |           |                 |                        |                     |              |
| 8  | Горбачівська сільська рада    | c. Горбачі       | c. Горбачі с. Зелене                                                               |           |                 | 374+91                 |                     |              |
| 9  | Кобижчанська сільська рада    | c. Кобижча       | c. Кобижча                                                                         |           |                 | 4499                   |                     |              |
| 10 | Козацька сільська рада        | c. Козацьке      | c. Козацьке с. Миколаїв                                                            |           |                 |                        |                     |              |
| 11 | Марковецька сільська рада     | c. Марківці      | c. Марківці                                                                        |           |                 | 1501                   |                     |              |
| 12 | Новобасанська сільська рада   | c. Нова Басань   | c. Нова Басань                                                                     |           |                 | 3282                   |                     |              |
| 13 | Новобиківська сільська рада   | c. Новий Биків   | c. Новий Биків с. Старий Биків с-ще Чистопілля                                     |           |                 |                        |                     |              |
| 14 | Озерянська сільська рада      | c. Озеряни       | c. Озеряни с. Дзержинського c. Майнівка с. Плуг                                    |           |                 |                        |                     |              |
| 15 | Олександрівська сільська рада | c. Олександрівка | c. Олександрівка с. Катеринівка c. Лідин                                           |           |                 |                        |                     |              |
| 16 | Осокорівська сільська рада    | c. Осокорівка    | c. Осокорівка с. Наумівка                                                          |           |                 |                        |                     |              |
| 17 | Петрівська сільська рада      | c. Петрівка      | c. Петрівка                                                                        |           |                 | 949                    |                     |              |
| 18 | Пісківська сільська рада      | c. Піски         | c. Піски                                                                           |           |                 | 708                    |                     |              |
| 19 | Рудьківська сільська рада     | c. Рудьківка     | c. Рудьківка с. Коношівка с. Хомівці                                               |           |                 |                        |                     |              |
| 20 | Свидовецька сільська рада     | c. Свидовець     | c. Свидовець с. Буглаки с. Татарівка                                               |           |                 |                        |                     |              |
| 21 | Соколівська сільська рада     | c. Соколівка     | c. Соколівка с. Бірки с. Красне с. Мочалище с. Новоселиця с. Рокитне               |           |                 |                        |                     |              |
| 22 | Старобасанська сільська рада  | c. Стара Басань  | c. Стара Басань                                                                    |           |                 | 1231                   |                     |              |
| 23 | Сухинська сільська рада       | c. Сухиня        | c. Сухиня                                                                          |           |                 | 418                    |                     |              |
| 24 | Щаснівська сільська рада      | c. Щаснівка      | c. Щаснівка с. Гарт с. Осовець                                                     |           |                 |                        |                     |              |
| 25 | Ярославська сільська рада     | c. Ярославка     | c. Ярославка                                                                       |           |                 | 1190                   |                     |              |

* Примітки: м. — місто, с-ще — селище, смт — селище міського типу, с. — село